# Vela nos Jogos Olímpicos de Verão de 1992 - Europe
As provas da classe Europe da vela nos Jogos Olímpicos de Verão de 1992 ocorreram entre 27 de julho e 4 de agosto daquele ano no mar Mediterrâneo, na costa de Barcelona, na Espanha. O programa compunha oito regatas. Para esta classe, houve 24 velejadoras de 24 nações inscritas.

## Medalhistas
A norueguesa Linda Cerup-Simonsen finalizou a competição em primeiro lugar, tendo dominado grande parte das regatas, e conquistou a medalha de ouro. A prata firmou-se com a espanhola Natalia Vía Dufresne. Por fim, a medalha de bronze ficou com Julia Trotman, dos Estados Unidos.
|  | NOR Noruega          |  | NED Países Baixos    |  | USA Estados Unidos |
|  | Linda Cerup-Simonsen |  | Natalia Vía Dufresne |  | Julia Trotman      |

## Resultados
Estes foram os resultados da competição:
| Pos.              | Velejadora                 | Regata I | Regata I | Regata II | Regata II | Regata III | Regata III | Regata IV | Regata IV | Regata V | Regata V | Regata VI | Regata VI | Regata VII | Regata VII | Total de pontos | Total -1 |
| Pos.              | Velejadora                 | Pos.     | Pts.     | Pos.      | Pts.      | Pos.       | Pts.       | Pos.      | Pts.      | Pos.     | Pts.     | Pos.      | Pts.      | Pos.       | Pts.       | Total de pontos | Total -1 |
| ----------------- | -------------------------- | -------- | -------- | --------- | --------- | ---------- | ---------- | --------- | --------- | -------- | -------- | --------- | --------- | ---------- | ---------- | --------------- | -------- |
| Medalha de ouro   | NOR Linda Andersen         | 9        | 15.0     | 12        | 18.0      | 1          | 0.0        | 1         | 0.0       | 3        | 5.7      | PMS       | 31.0      | 5          | 10.0       | 79.7            | 48.7     |
| Medalha de prata  | ESP Natalia Vía Dufresne   | 8        | 14.0     | 3         | 5.7       | 6          | 11.7       | 2         | 3.0       | 7        | 13.0     | 5         | 10.0      | 8          | 14.0       | 71.4            | 57.4     |
| Medalha de bronze | USA Julia Trotman          | 1        | 0.0      | 2         | 3.0       | PMS        | 31.0       | 3         | 5.7       | 4        | 8.0      | PMS       | 31.0      | 9          | 15.0       | 93.7            | 62.7     |
| 4                 | NZL Jenny Armstrong        | 11       | 17.0     | 5         | 10.0      | 2          | 3.0        | 8         | 14.0      | 20       | 26.0     | 12        | 18.0      | 2          | 3.0        | 91.0            | 65.0     |
| 5                 | DEN Dorte Jensen           | 10       | 16.0     | 1         | 0.0       | 5          | 10.0       | 5         | 10.0      | 12       | 18.0     | 14        | 20.0      | 6          | 11.7       | 85.7            | 65.7     |
| 6                 | EST Krista Kruuv           | 3        | 5.7      | 8         | 14.0      | 3          | 5.7        | 9         | 15.0      | 9        | 15.0     | 6         | 11.7      | 16         | 22.0       | 89.1            | 67.1     |
| 7                 | NED Martine van Leeuwen    | 21       | 27.0     | 4         | 8.0       | 11         | 17.0       | 6         | 11.7      | 11       | 17.0     | 8         | 14.0      | 1          | 0.0        | 94.7            | 67.7     |
| 8                 | ITA Arianna Bogatec        | 12       | 18.0     | 11        | 17.0      | 13         | 19.0       | 4         | 8.0       | 5        | 10.0     | 2         | 3.0       | 7          | 13.0       | 88.0            | 69.0     |
| 9                 | GBR Shirley Robertson      | 4        | 8.0      | 6         | 11.7      | 10         | 16.0       | 16        | 22.0      | 8        | 14.0     | 4         | 8.0       | 10         | 16.0       | 95.7            | 73.7     |
| 10                | FIN Chita Smedberg         | 5        | 10.0     | 22        | 28.0      | 7          | 13.0       | 19        | 25.0      | 2        | 3.0      | 1         | 0.0       | 24         | 30.0       | 109.0           | 79.0     |
| 11                | SWE Helena Brodin          | 6        | 11.7     | 20        | 26.0      | 12         | 18.0       | 11        | 17.0      | 1        | 0.0      | 7         | 13.0      | 15         | 21.0       | 106.7           | 80.7     |
| 12                | IRL Denise Lyttle          | 2        | 3.0      | 15        | 21.0      | PMS        | 31.0       | 12        | 18.0      | 6        | 11.7     | 3         | 5.7       | 19         | 25.0       | 115.4           | 84.4     |
| 13                | FRA Annabel Chaulvin       | 17       | 23.0     | 13        | 19.0      | 16         | 22.0       | 10        | 16.0      | 17       | 23.0     | 9         | 15.0      | 3          | 5.7        | 123.7           | 100.7    |
| 14                | BRA Márcia Pellicano       | 7        | 13.0     | 9         | 15.0      | 14         | 20.0       | 13        | 19.0      | 21       | 27.0     | 11        | 17.0      | 13         | 19.0       | 130.0           | 103.0    |
| 15                | CAN Shona Moss             | 22       | 28.0     | 16        | 22.0      | 8          | 14.0       | 7         | 13.0      | 13       | 19.0     | 13        | 19.0      | 17         | 23.0       | 138.0           | 110.0    |
| 16                | SUI Nicole Meylan-Levecque | 15       | 21.0     | 17        | 23.0      | PMS        | 31.0       | 15        | 21.0      | 14       | 20.0     | 15        | 21.0      | 4          | 8.0        | 145.0           | 114.0    |
| 17                | ARG Gisela Williams        | 14       | 20.0     | 7         | 13.0      | 19         | 25.0       | 17        | 23.0      | 23       | 29.0     | 10        | 16.0      | 11         | 17.0       | 143.0           | 114.0    |
| 18                | BEL Min Dezillie           | 18       | 24.0     | 14        | 20.0      | 4          | 8.0        | 18        | 24.0      | 15       | 21.0     | DSQ       | 31.0      | 12         | 18.0       | 146.0           | 115.0    |
| 19                | HUN Krisztina Bácsics      | 13       | 19.0     | 21        | 27.0      | 9          | 15.0       | 22        | 28.0      | 10       | 16.0     | 16        | 22.0      | 21         | 27.0       | 154.0           | 126.0    |
| 20                | AUS Christine Bridge       | 20       | 26.0     | 10        | 16.0      | 17         | 23.0       | 14        | 20.0      | 18       | 24.0     | 19        | 25.0      | 18         | 24.0       | 158.0           | 132.0    |
| 21                | BER Paula Lewin            | 16       | 22.0     | 19        | 25.0      | 15         | 21.0       | 20        | 26.0      | 16       | 22.0     | 17        | 23.0      | 20         | 26.0       | 165.0           | 139.0    |
| 22                | CHN Zhang Shunfang         | 23       | 29.0     | 18        | 24.0      | 20         | 26.0       | 21        | 27.0      | 19       | 25.0     | 18        | 24.0      | 14         | 20.0       | 175.0           | 146.0    |
| 23                | ANT Karen Portch           | 19       | 25.0     | 24        | 30.0      | 18         | 24.0       | 23        | 29.0      | 22       | 28.0     | 20        | 26.0      | 22         | 28.0       | 190.0           | 160.0    |
| 24                | CHI Marissa Maurin         | 24       | 30.0     | 23        | 29.0      | 21         | 27.0       | DSQ       | 31.0      | 24       | 30.0     | 21        | 27.0      | 23         | 29.0       | 203.0           | 172.0    |

### Classificação diária

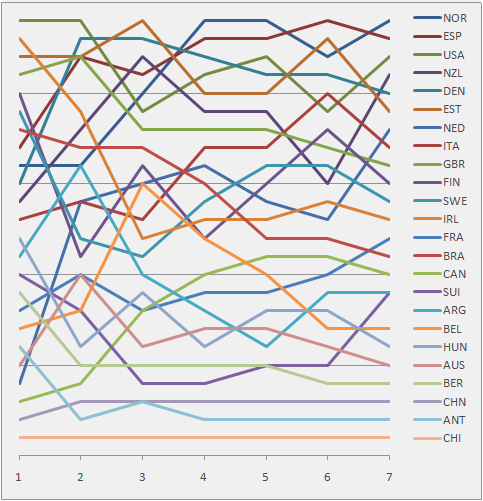
Gráfico mostrando a classificação diária na classe.